# 5734 Noguchi
Az 5734 Noguchi (ideiglenes jelöléssel 1989 AL1) a Naprendszer kisbolygóövében található aszteroida. Kin Endate,  Vatanabe Kazuró fedezte fel 1989. január 15-én.